# Eninho
Ênio Oliveira Júnior, mais conhecido como Eninho (Murici, 16 de maio de 1981), é um ex-futebolista brasileiro que atuava como meia. Eninho teve boa parte da sua carreira feita na Coreia, onde atuou como ídolo pelo Jeonbuk. Depois de sair e para jogar o Campeonato Chinês, voltou para o Jeonbuk, mas com uma rápida passada pela equipe Coreana. Em seguida voltou ao Brasil, assinou um contrato de 1 ano com o Ceará S.C mas não rendeu nem um pouco do esperado e rescindiu o contrato alegando assuntos pessoais. Depois de um tempo parado, Eninho foi jogar em Alagoas pelo ASA de Arapiraca, mas nem chegou à jogar, passou apenas 14 dias no clube e anunciou sua aposentadoria.

## Títulos

### Individual
- Artilheiro da Copa K-League - 2008
- Seleção da K-League - 2009, 2010